# Escou
Escou es una comuna francesa situada en el departamento de Pirineos Atlánticos, en la región de Nueva Aquitania. Tiene una población estimada, en 2020, de 428 habitantes.

## Demografía
| 492 | 633 | 426 | 462 | 504 | 488 | 480 | 499 | 478 | 478 | 413 | 417 | 407 | 425 | 395 | 391 | 376 | 370 | 336 | 335 | 321 | 292 | 273 | 269 | 245 | 274 | 251 | 285 | 273 | 232 | 273 | 318 | 319 | 387 | 428 |
| Para los censos de 1962 a 1999 la población legal corresponde a la población sin duplicidades (Fuente: INSEE [Consultar]) |     |     |     |     |     |     |     |     |     |     |     |     |     |     |     |     |     |     |     |     |     |     |     |     |     |     |     |     |     |     |     |     |     |     |

## Economía
La principal actividad es la agrícola (viñas, cereales y ganadería).